# Сан-Жуан-Батишта (Кампу-Майор)
Сан-Жуан-Батишта (порт. São João Baptista) — район (фрегезия) в Португалии, входит в округ Порталегре. Является составной частью муниципалитета Кампу-Майор. По старому административному делению входил в провинцию Алту-Алентежу. Входит в экономико-статистический субрегион Алту-Алентежу, который входит в Алентежу. Население составляет 4063 человека на 2001 год. Занимает площадь 106,37 км².
Покровителем района считается Иоанн Креститель (порт. João Baptista).